# Telesterion

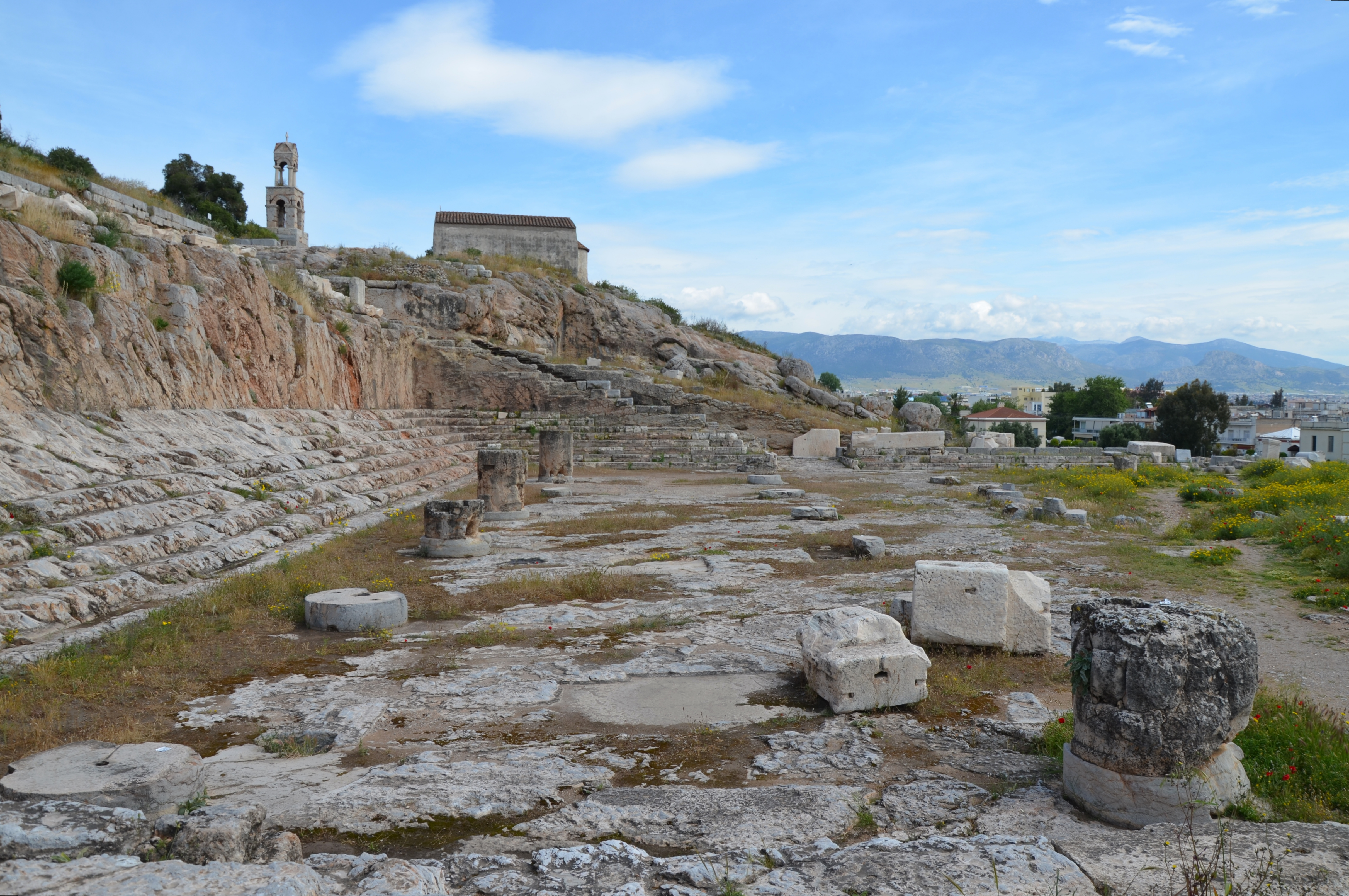
Lloc del Telesterion. Eleusis, Grècia

El Telesterion va ser una gran sala per a la iniciació en els misteris d'Eleusis.
En el clímax de les cerimònies d'Eleusis, els iniciats entraven al Telesterion; allí se'ls mostraven les sagrades relíquies de Demèter i les sacerdotesses revelaven les visions obtingudes durant la "nit santa" (probablement un foc que representava la possibilitat de vida després de la mort). Aquesta era la part més secreta dels misteris, i aquells que hi havien estat iniciats tenien prohibit parlar mai dels fets que succeïen al Telesterion.
Va ser destruït pels perses i reconstruït posteriorment per Pèricles.
Situat a Grècia, a 20 km d'Atenes, fou un dels més grandiosos exemples de sala hipòstila hel·lènica. En la seva última fase es va configurar com un edifici quadrangular de 51,20 x 52,55 m. Constava de 42 columnes distribuïdes en fileres. La teulada ens és desconeguda; és molt probable, però, que fos una estructura d'armadura en fusta, amb una torre amb llanternó que permetia l'entrada de llum dins l'edifici. Estava envoltat de graderies on seien els iniciats. S'estima que al segle V aC podia acollir 3.000 persones en les grades. Al Telesterion tenia lloc el clímax dels misteris majors d'Eleusis, encara que no tenim notícia del que hi ocorria realment, només hipòtesis basades en indiscrecions fetes per cristians o metàfores de filòsofs.

## Fases
- 1. En època micènica hi existia ja un petit centre sagrat.
- 2. En temps de Pisístrat (c. 525 aC), l'edifici havia adoptat ja forma quadrangular i estava envoltat de grades destinades a albergar els fidels iniciats. En temps de Cimó II s'hi va dur a terme una ampliació que no va concloure.
- 3. Ictí, l'arquitecte del Partenó, va projectar un grandiós edifici: amb 20 columnes disposades de forma concèntrica en dues fileres de 14, prop de les graderies, i de 6 que flanquejaven el sancta sanctorum o anaktoron en forma de naiskos. El projecte, però, es va abandonar.
- 4. Corebos va acabar, fins a l'arquitrau, l'última fase.
- 5. Metàgenes i Xenocles el van finalitzar.
- 6. En el 330 aC, Filó va afegir-hi un pòrtic de 12 columnes dòriques amb dues columnes en angle: arredoní així la majestuositat de l'edifici.[1][2][3][4]
- 7. A la fi del segle ii, el Telesterion va ser reconstruït per ordre de l'emperador romà Marc Aureli.[5]

## Llocs relacionats
S'ha trobat un referent clar a aquest tipus de sales hipòstiles en les apadanes aquemènides. Salvant les dimensions, en tots dos casos es tracta de llocs de reunió: en el cas persa, relacionat amb la cerimònia dels banquets; en el cas d'Eleusis amb els misteris, el clímax dels quals tenia lloc al Telesterion després d'un complex ritual. El mateix tipus arquitectònic també s'observa en altres llocs de reunió hel·lènics com ara l'Odèon construït per Pèricles a Atenes, i la Megàpoli, d'Arcàdia.

### Hierum de Demèter
El Hierum de Demèter o Temple de Demèter fou el temple més gran de Grècia, situat a Eleusis a l'Àtica. El temple mateix, anomenat sovint mustikos sekos o to telesterios, podia contenir tanta gent com un teatre. L'edifici fou dissenyat per Ictinos, l'arquitecte del Partenó, i després hi van treballar altres arquitectes fins que es va acabar. El seu pòrtic fou de 12 columnes i no fou construït fins al temps de Demetri de Falèron (vers 318 aC) per l'arquitecte Filó, i fou considerat un treball dels millors en marbre. Les columnes són dòriques. L'altura entre el terra i el sostre era de més de 6 metres. Estava comunicat per un propileu amb l'acròpoli.